# Албергария-а-Велья (район)
Албергари́я-а-Ве́лья (порт. Albergaria-a-Velha) — район (фрегезия) в Португалии, входит в округ Авейру. Является составной частью муниципалитета Албергария-а-Велья. Находится в составе крупной городской агломерации Большое Авейру. По старому административному делению входил в провинцию Бейра-Литорал. Входит в экономико-статистический субрегион Байшу-Воуга, который входит в Центральный регион. Население составляет 7421 человек. Занимает площадь 26,77 км².